# Juan Ramón Duarte

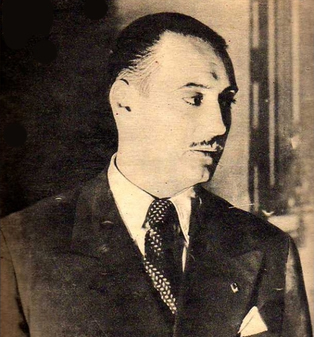
Juan Duarte (Juancito)

Juan Ramón Duarte (Juancito) (n. 1914, em Los Toldos - 9 de abril de 1953) foi um político argentino e o único irmão de Eva Perón.

## História
Filho de D. Ibarguren Juana e Juan Duarte. Ele nasceu em União, de propriedade de seu pai, a 20 km da cidade de Los Toldos e 60 km ao sul de Junin. Ele era o único garoto de cinco filhos de Juan Duarte e Juana Ibarguren. Pouco prosperar na cidade. Quando você começar a trabalhar como caixeiro-viajante para a empresa sabonetes Guereño, Johnny tornou-se a principal fonte de renda. Em 1934 ele se mudou para Buenos Aires e, alguns meses mais tarde, ela seguiu sua irmã Eva e toda a família.  Pouco depois que seu pai morreu, ele deve começar a trabalhar aos 16 anos a contribuir para a situação econômica de sua família, que em 1930 se tinha estabelecido em Junín procurando prosperar na cidade. Quando você começar a trabalhar como caixeiro-viajante para a empresa sabonetes Guereño. Doña Juana, sua mãe, havia transformado a casa da família em uma pensão, e os viajantes se hospedar há que também foram alimentados. Em 1934, cerca de 20 anos, viajou a Buenos Aires para fazer o serviço militar.
Meses depois de sua irmã Eva também se mudou para o ar Buenso. John e Eva viviam em uma pensão e depois outro Liberty Street Congresso. Eva teve seus primeiros papéis como atriz na trupe Eva Franco.
No início de 1948, quando ele era o Primeiro Festival de Cinema de Mar del Plata, conhece a atriz Elina Colomer
Empresário filme foi adquirir a participação de 25% da empresa Argentina Sono Film e muito da companhia Emelco. Ele conseguiu, juntamente com outros empresários do setor privado, a criação do Fundo de Desenvolvimento de Cinema, uma instituição que foi fundamental para o desenvolvimento do cinema argentino ao longo de sua história. A empresa produziu vários filmes: o sátiro (1970); Captive de Ali Baba (1954) Os olhos do amor (1954) Marido-mão (1952), Mulheres na Sombra (1951), de volta à vida (1951) foi a culpa do outro (1950); Arroz Doce (1950); quando meu marido beijos (1950); Piantadino (1950); terras encantadas (1948) Cúpula de Nobreza (1947), eu nunca vou dizer adeus (1947); Lauracha (1946), The Prodigal (1945), a nossa Natacha (1944) Suspeita do Divórcio (1943); artificiais Crianças (1943).
Em 1949, ele conheceu a atriz Fanny Julia Navarro, que havia trabalhado em uma dúzia de filmes, o mais recente em papéis principais, tinha encontrado uma noite fora de um teatro. Fanny foi uma popular atriz de cinema falado no final de 1930 filmes de gênero. Por seu apoio ao peronismo Fanny Navarro perdeu o emprego, não retornou para as filmagens e foi colocado em "listas negras".
Psicologicamente perturbado e deprimido por ter contraído sífilis, Juancito começa a ver seu mundo desabar vertiginosamente quando, em 26 julho de 1952, morre sua irmã e protetora Eva, vítima de um câncer no útero.
Na manhã do dia 9 de abril de 1953 o mordomo de Juan Ramón Duarte, Inajuro Tashiro, ao levar o mate com torradas e geléia no quarto do patrão, o encontra morto com um tiro na cabeça. Depoimentos de vizinhos e parentes do morto, além de divergências entre o calibre da bala encontrada no corpo e a o da arma ao seu lado. Sua morte nunca foi devidamente esclarecida.
Em 1955, o golpe militar que derrubou o presidente Perón. Prospero Germán Fernández Albariños, conhecido como Capitão Gandhi, um dos líderes dos grupos anti-peronistas chamado o comando civil, eu exumado o corpo de Juan Duarte, cortou-lhe a cabeça e mostrou em seu escritório. Durante a ditadura militar (1955-1958), que derrubou o presidente Juan Perón, um comando sob Tenente Carlos de Moori Koenig sequestraram o corpo de Evita, 22 de novembro de 1955.
Juan foi sepultado no mausoléu dos Duarte no cemitério da Recoleta, em Buenos Aires, para onde anos depois seria levado o cadáver embalsamado de Eva.